# Туловиці (місто)
Туловиці (пол. Tułowice) — місто в південно-західній Польщі. Належить до Опольського повіту Опольського воєводства.
Впродовж 1975—1999 років входило до складу Опольського воєводства.
Статус міста отримало у 2018 році.